# بطولة أمم أوروبا داخل الصالات 2003
بطولة أمم أوروبا داخل الصالات 2003 (بالإيطالية: UEFA Futsal Championship 2003) هو الموسم 4 من  بطولة أمم أوروبا داخل الصالات. كان عدد الأندية المشاركة فيه  8، وفاز فيه منتخب إيطاليا الوطني لكرة قدم الصالات.